# Горня-Врела
Горня-Врела (серб. Горња Врела / Gornja Vrela) — село в общине Брод Республики Сербской Боснии и Герцеговины. Население составляет 53 человека по переписи 2013 года. До 1990 года называлось Врела-Горня.